# Сельское поселение Красная Горка
Се́льское поселе́ние Кра́сная Го́рка — муниципальное образование в Кинель-Черкасском районе Самарской области.
Административный центр — село Красная Горка.

## География
Муниципальное образование находится в восточной части Самарской области, в пределах Высокого Заволжья, в лесостепной зоне.

### Климат
Климат характеризуется как умеренно континентальный, с холодной малоснежной зимой и жарким сухим летом. Среднегодовая температура воздуха — 4,1 °C. Средняя температура воздуха самого тёплого месяца (июля) — 20,7 °C (абсолютный максимум — 40 °C); самого холодного (января) — −13 °C (абсолютный минимум — −43 °C). Среднегодовое количество атмосферных осадков составляет 469 мм, из которых 297 мм выпадает в период с апреля по октябрь. Снежный покров держится в течение 147 дней.

## Население
| 2010  | 2012  | 2013  | 2014  | 2015  | 2016  | 2017  |
| ----- | ----- | ----- | ----- | ----- | ----- | ----- |
| 1493  | →1493 | ↘1452 | ↘1400 | ↘1365 | ↘1347 | ↘1314 |
| 2018  | 2019  | 2020  | 2021  |       |       |       |
| ↘1297 | ↘1272 | ↘1249 | ↘1001 |       |       |       |

## Состав сельского поселения
| № | Населённый пункт | Тип населённого пункта       | Население |
| - | ---------------- | ---------------------------- | --------- |
| 1 | Красная Горка    | село, административный центр | 692       |
| 2 | Садовый          | посёлок                      | 6         |
| 3 | Сарбай           | железнодорожная станция      | 56        |
| 4 | Семёновка        | село                         | 739       |

### Упразднённые населённые пункты
Трудовая Солянка — упразднённое в 1992 году село.